# Marija Wassiljewna Oktjabrskaja

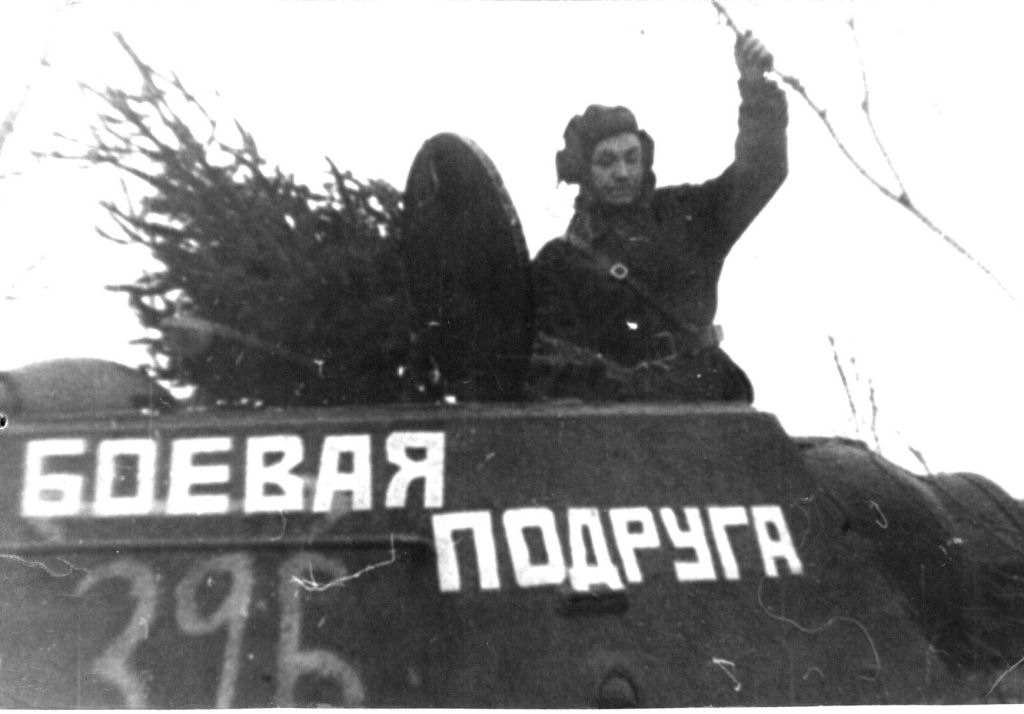
Mariya Oktyabrskaya auf ihrem selbstgebauten Panzer

Marija Wassiljewna Oktjabrskaja, geboren Garagulja, (russisch Мария Васильевна Октябрьская, урожд. Гарагуля; * 3. Augustjul. / 16. August 1905greg. im Dorf Kijat (heute Rajon Krasnohwardijske) auf der Krim, Gouvernement Taurien; † 15. März 1944 in Smolensk) war eine sowjetische Panzerfahrerin.

## Leben
Oktjabrskaja, Tochter einer kinderreichen Bauernfamilie, verlor früh ihre Eltern und ging 1921 nach Dschankoj, wo sie den Besuch der 6-Klassen-Schule abschloss, und dann nach Simferopol, wo sie in einer Konservenfabrik und als Telefonistin in der städtischen Telefonzentrale arbeitete. Sie heiratete 1925 Ilja Fjodorowitsch Rjadnenko (1900–1941), der in der Simferopoler Krim-Kavallerie-Schule des Zentralen Exekutivbüros der Autonomen Sozialistischen Sowjetrepublik der Krim ausgebildet wurde. Das Ehepaar nahm den Familiennamen Oktjabrski bzw. Oktjabrskaja an.
Entsprechend den Dienstortwechseln ihres Mannes, der Politkommissar geworden war, zog Oktjabrskaja häufig um. Sie war gesellschaftlich tätig und wurde jeweils in die Frauenräte der Einheiten gewählt. Sie absolvierte Kurse für medizinische Assistenz und für Chauffeure und lernte das Maschinengewehr-Schießen. Nach dem Anschluss Bessarabiens an die UdSSR lebte sie in Kischinau, wohin ihr Mann versetzt worden war.
Nach Beginn des Deutschen  Angriffskriegs wurde Oktjabrskaja mit ihrer Schwester zusammen mit anderen Familienangehörigen roter Kommandeure im August 1941 nach Tomsk evakuiert, wo sie als Telefonistin in der aus Leningrad evakuierten Flakartillerie-Schule arbeitete. Am Ende des Sommers 1941 wurde sie benachrichtigt, dass ihr Mann als Anführer seiner Einheit am 9. August 1941 bei einem Angriff bei Kiew im Maschinengewehrfeuer den Tod gefunden hatte. Darauf beantragte sie den Fronteinsatz für sich, was ihr mehrfach wegen ihrer Halswirbel-Tuberkulose und ihres Alters verweigert wurde. In dieser Zeit wurde in der Bevölkerung Geld für den Verteidigungsfonds gesammelt. Sie fertigte nun mehrere Monate lang Stickereien an und verkaufte dann mit ihrer Schwester ihr gesamtes Hab und Gut, um 50.000 Rubel für den Bau eines T-34-Panzers zu spenden. Dazu schickte sie ein persönliches Telegramm an den Vorsitzenden des Staatlichen Verteidigungskomitees Stalin mit der Bitte, den mit ihrer Spende zu bauenden Panzer Kampffreundin zu nennen und sie mit ihrer Ausbildung als Chauffeurin und Maschinengewehrschützin als Fahrerin dieses Panzers an die Front zu schicken. Im Antworttelegramm dankte ihr Stalin und versprach die Erfüllung ihres Wunsches. Nach der Ausbildung ab 3. Mai 1943 fuhr sie im Oktober 1943 ihren Panzer mit drei Mann Besatzung an der Westfront in den Kampf.
Während der Kämpfe im Rajon Dubrowno, Oblast Witebsk, durchbrach am 18. November 1943 der Panzer Kampffreundin die feindliche Linie und vernichtete eine Kanone und etwa 50 Feinde. Obwohl die  Kampffreundin getroffen und Oktjabrskaja verwundet wurde, konnte die Besatzung zwei Tage lang Angriffe abwehren, bis sie evakuiert wurde.
Bei weiteren Kämpfen in der Oblast Witebsk vernichtete die Kampffreundin am 18. Januar 1944 drei Maschinengewehr-Stellungen und bis zu 20 Feinde. Als dabei durch eine Granate die linke Kette beschädigt wurde, versuchte Oktjabrskaja unter Beschuss die Kette zu reparieren, wobei sie durch einen Splitter am Auge schwer verwundet wurde. Nach der Operation im Feldlazarett wurde sie zum Lazarett in Smolensk geflogen. Das Mitglied des Militärrats der Front Lew Mechlis besuchte sie und befahl ihre Verlegung  nach Moskau. Allerdings verschlechterte sich ihr Gesundheitszustand aufgrund ihrer Gehirnverletzung, und sie starb am 15. März 1944 im Smolensker Lazarett. Mit militärischen Ehren wurde sie auf dem Heldengedenkplatz in Smolensk bestattet.
Als Oktjabrskajas Kampffreundin ersetzt werden musste, erhielt der Ersatzpanzer wieder diesen Namen, was sich stetig wiederholte. Auch waren Arbeiterinnen- und Arbeiterkollektive Oktjabrskajas Beispiel gefolgt und hatten Geld für Panzer gesammelt, die auch den Namen Kampffreundin trugen. Eine Kampffreundin wurde 2019 restauriert.

## Ehrungen, Preise
- Orden des Vaterländischen Krieges I. Klasse (28. Januar 1944)
- Held der Sowjetunion und Leninorden (2. August 1944 postum)[5]

## Oktjabrskaja-Denkmäler

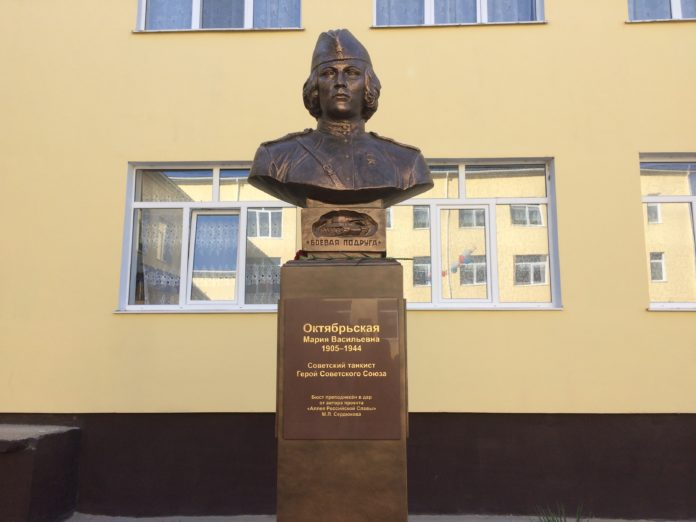
In Dschankoj
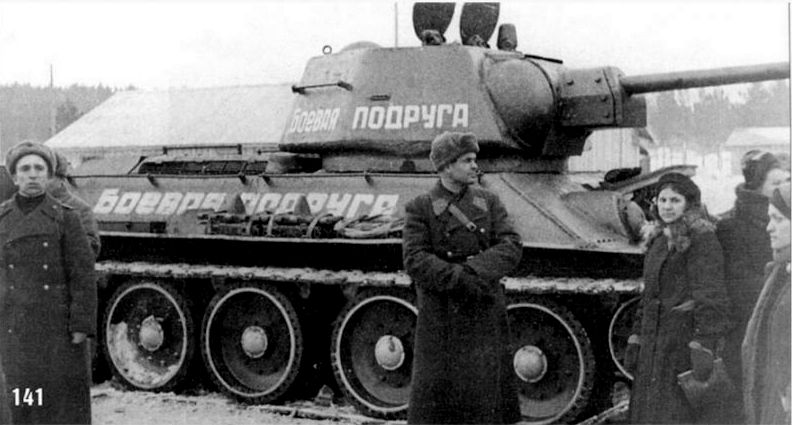
Kampffreundin
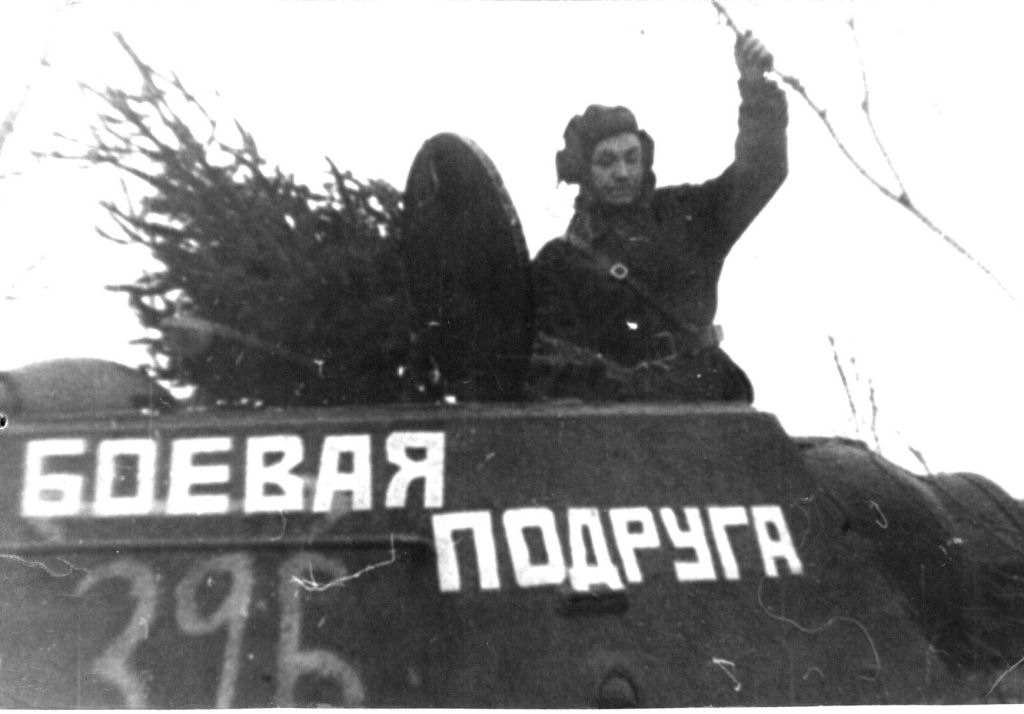
Kampffreundin
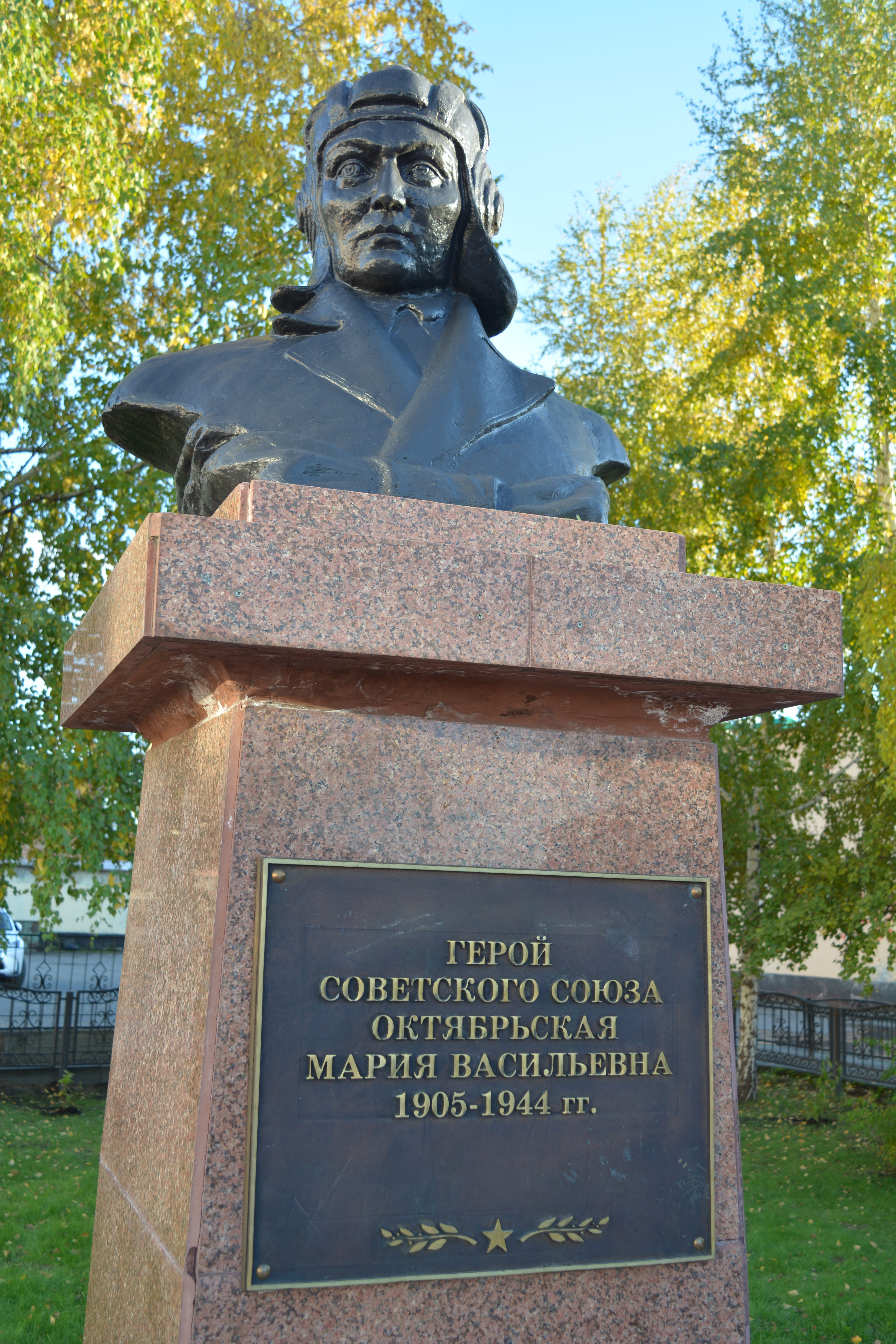
Vor dem Oktjabrskaja-Gymnasium Nr. 24 Tomsk